# Catherine Earnshaw
Catherine "Cathy" Earnshaw är protagonisten i Emily Brontës roman Svindlande höjder från 1847. Romanens andra huvudperson är Heathcliff.